# 에일즈베리

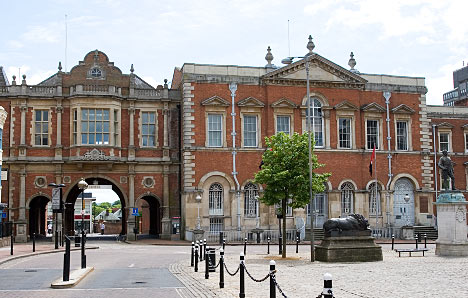
에일즈베리

에일즈베리(Aylesbury)는 잉글랜드 버킹엄셔주의 주도로, 인구는 56,392명이다.